# Церква Преображення Господнього (Скалат)
Церква Преображення Господнього в Скалаті — парафія і храм греко-католицької громади Підволочиського деканату Тернопільсько-Зборівської архієпархії Української греко-католицької церкви в місті Скалат Тернопільського району Тернопільської области.
Оголошена пам'яткою архітектури місцевого значення.

## Відомості
Греко-католицька парафія утворена у XVIII столітті. Будівництво храму завершилося у 1872 році. Серед жертводавців були І. Базюк, С. Хрущ, М. Масний, І. Чижевський, О. Дацків, С. Савчак, П. Яримішин, П. Турчин, М. Кивелюк, І. Зиневич, І. Дем'янчук, П. Скуба, М. Білик, І. Скуба, С. Ярмолик, І. Білик, Д. Дем'янчук, І. Масний, В. Яцишин, М. Забавчук, І. Задорожній, М. Купецький, О. Вільчинський та інші парафіяни.
Автор іконостасу Євген Гірняк також виконував розпис храму в 1998–1999 роках. У 2001 році єпископ-ординарій Михаїл Сабрига освятив оновлений храм, вівтар та іконостас.
Парафія діяла в лоні Української Греко-Католицької Церкви до 1946 року. З 1946 по 1990 рік парафія і храм належали до РПЦ, а у 1990 році — знову повернулися до УГКЦ.
Єпископські візитації парафії здійснювали:
- 19 серпня 1991 року та у 2001 році — єпископ Михаїл Сабрига.
- 2007 році — владика Василій Семенюк.

На парафії діють такі спільноти: братство «Апостольство молитви», братство Матері Божої Неустанної Помочі та Марійська дружина. На території парафії встановлені фігури Матері Божої та Ісуса Христа.

### Хрест на честь скасування панщини
Виготовлений з каменю самодіяльними майстрами. Встановлений 1848 року біля церкви.
Обеліск — 4 м, площа — 0,0006 га.

## Парохи
- о. Іван Наумович (1872—1881),
- о. Лука Яримович (1881—1909),
- о. Йосиф Яримович (1909—1914),
- о. Юліан Левицький (1914—1924),
- о. Андрій Говера (1990—1993),
- о. Юрій Кіндзерський (з 1993).